# Edgar Rentería

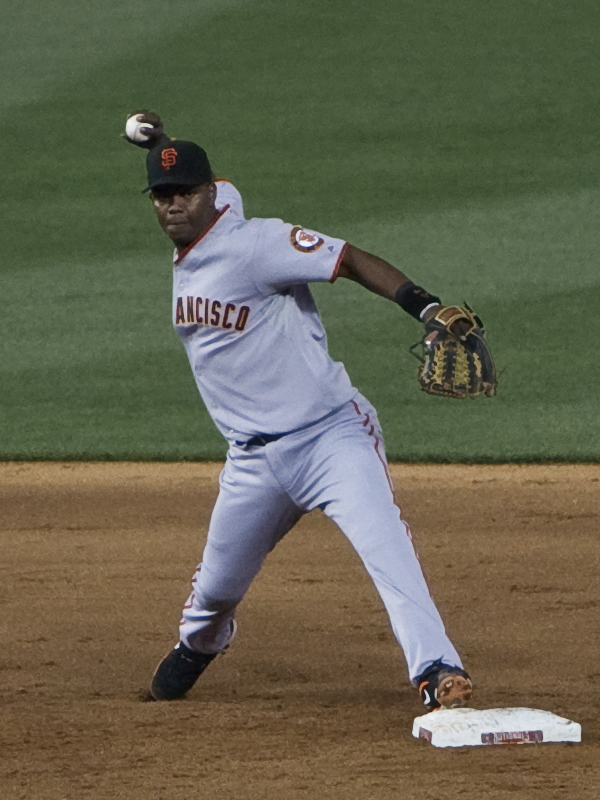

Edgar Enrique Rentería Herazo é um jogador profissional de beisebol colombiano.

## Carreira
Edgar Rentería foi campeão da World Series 2010 jogando pelo San Francisco Giants.